# Regina z Alezji

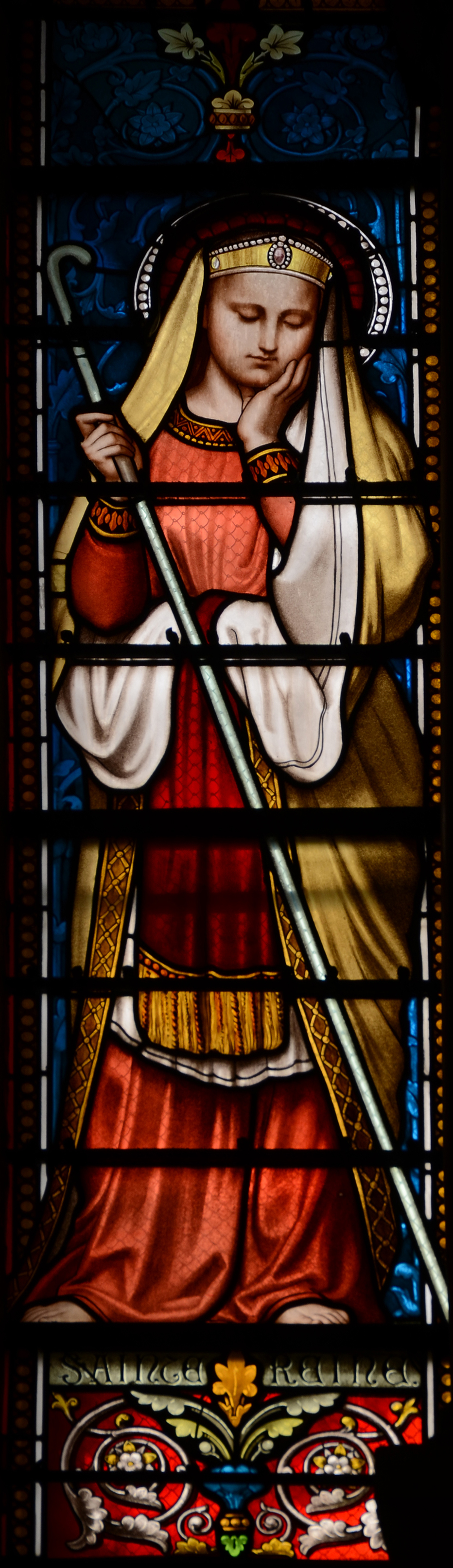
Witraż z wizerunkiem Świętej Reginy z Alezji w bazylice w Ars-sur-Formans

Regina z Alezji, fr. Saint Reine (zm. 7 września 251 lub 286 w Alezji) – dziewica i męczennica z pierwszych wieków chrześcijaństwa, święta Kościoła katolickiego.

## Żywot
Niewiele jest pewnych informacji o życiu Reginy, a z jej postacią wiąże się wiele legend. Według jednej z nich Regina urodziła się w III wieku w Autun, w dzisiejszej Francji w zamożnej pogańskiej rodzinie. Jej matka zmarła przy porodzie, dlatego wychowanie dziecka przypadło piastunce, która była chrześcijanką
. Ochrzciła ona potajemnie dziecko, a gdy ojciec Reginy dowiedział się o tym wpadł w gniew i wygnał obie z domu. Zamieszkały więc razem i utrzymywały się ze skromnych dochodów piastunki, która również przekazała dziewczynce podstawowe prawdy wiary. Regina natomiast pomagała przy wypasie owiec, poświęcając przy tym wiele czasu na modlitwę i rozmyślanie o Bogu. Gdy ukończyła piętnaście lat, zwrócił na nią uwagę Olybriusz, prefekt Galii. Dowiedziawszy się, że pochodzi ona z wybitnego rodu, postanowił wziąć ją za żonę. Odkrył jednak, że jest chrześcijanką i usiłował ją skłonić do zaparcia się wiary. Regina jednak odmówiła wzgardziwszy propozycją małżeństwa. Rozgniewany i urażony prefekt wtrącił Reginę do więzienia, po czym wyjechał by odeprzeć najazd barbarzyńców. Po jego powrocie święta trwała w swoich zamiarach i nadal zdecydowanie odmawiała oddawania czci bożkom. Ogarnięty wściekłością Olybriusz kazał ją wychłostać i przypiekać rozżarzonym żelazem. Tortury te jednak nie odniosły skutku, a Regina trwała na modlitwie, dlatego rozwścieczony prefekt kazał ją ściąć w dniu 7 września 251 lub 286 roku.